# Gelasi I
|  | Per a altres significats, vegeu «Gelasi I de Cesarea». |

Gelasi I (Àfrica romana ? - Roma, 21 de novembre de 496) fou escollit papa l'1 de març de 492, el mateix dia de la mort del seu antecessor, Fèlix III. Considerat per molts com el tercer papa d'origen africà, el seu naixement al nord d'Àfrica (a la Cabília) és motiu de controvèrsia entre els historiadors, ja que molts d'ells el situen a Roma. Del que no hi ha dubte és que els seus pares sí que eren d'origen nord-africà amazic.
Va excomunicar el Patriarca de Constantinoble Acaci a causa del fet que aquest mantenia el monofisisme, la idea que Jesucrist tenia una sola naturalesa divina. El Patriarca va rebre el suport per l'emperador romà d'Orient, cosa que va causar l'anomenat cisma acacià. La postura teològica del Papa va quedar exposada en el seu llibre De duabus in Christo naturis (Sobre la naturalesa dual de Crist).

## Separació de poders
Políticament, l'excomunió era un atac als fonaments del poder temporal de l'emperador romà d'Orient. Gelasi I es va servir d'Agustí d'Hipona per a formular el 494 sobre la base de les lleis romanes la separació de poders entre l'esfera temporal i l'espiritual (sense voler dir que estiguessin al mateix nivell). Aquesta va ser la primera vegada a plantejar-se aquesta qüestió que definiria una part de la cultura occidental. Es va basar en la figura bíblica de Melquisedec i en passatges del Nou Testament per a establir la distinció entre el poder de l'Església, auctoritas; i el de l'emperador, potestas. En el dret romà la primera era superior a la potestas.
El cisma no va durar gaire temps encara que la seva teoria va renéixer més tard amb el Papa Gregori VII sota una forma més radical en la qual s'exigiria no només la separació de poders, sinó la submissió del poder dels reis a l'autoritat del Papa.

## Supressió de ritus pagans i heretgies
Va suprimir l'antic festival romà de la lupercàlia, consagrat a la fertilitat i purificació. Aquest festival que es realitzava al febrer va ser substituït per un altre similar en la qual se celebrava la purificació i fertilitat de la Mare de Déu.
Gelasi I va combatre el maniqueisme instituint que l'eucaristia se celebrés amb pa i vi, beguda que els maniqueus consideraven impura. Com que aquests es consideraven cristians, van haver d'abandonar l'Església. Amb el maniqueisme derrotat, la tradicional eucaristia amb pa va tornar a imposar-se.
La fixació del cànon de les Escriptures ha estat atribuït tradicionalment a aquest Papa, que va publicar en un sínode romà el 494 la llista de llibres. Es conserva un llistat de llibres canònics i apòcrifs atribuït a ell, el Decret Gelasianum de 496.
A pesar del seu breu pontificat (va morir a Roma el 496), va ser un dels escriptors més prolífics d'entre els primers papes. En les seves nombroses cartes exposava la seva visió que Roma tenia primacia sobre els bisbes d'Orient.
Va ser anomenat “Pare dels pobres” per la seva gran caritat. Així mateix va ser l'introductor de la veu grega Kyrie eleison.